# لى غوانغيوان
لى غوانغيوان (مواليد 27 فبراير 1997) هو سبّاح صيني، مثّل بلاده في الألعاب الأولمبية الصيفية 2016.

## روابط خارجية
لى غوانغيوان على موقع الاتحاد الدولي للسباحة (الإنجليزية)
- لى غوانغيوان على موقع أوليمبيديا (الإنجليزية)
- لى غوانغيوان على موقع اللجنة الأولمبية الصينية (الإنجليزية)